# Герасимов, Иван Александрович (Герой Советского Союза)
Иван Александрович Герасимов (4 января 1923, Ваулово, Рыбинская губерния — 21 марта 1968, Дунилово, Ярославская область) — красноармеец Рабоче-крестьянской Красной Армии, участник Великой Отечественной войны, Герой Советского Союза (1944).

## Биография
Родился 4 января 1923 года в деревне Ваулово (ныне — Большесельский район Ярославской области) в крестьянской семье. Окончил семь классов школы, затем школу фабрично-заводского ученичества, после чего работал учётчиком тракторной бригады. В сентябре 1941 года Герасимов был призван на службу в Рабоче-крестьянскую Красную Армию. В запасном полку он получил специальность наводчика артиллерийского орудия. С марта 1942 года — на фронтах Великой Отечественной войны, был наводчиком орудия 1666-го истребительного противотанкового артиллерийского полка 38-й армии Воронежского фронта. Отличился во время битвы за Днепр.
В начале октября 1943 года в составе расчёта переправился через Днепр к северу от Киева. За несколько часов боя на плацдарме расчёт подбил пять вражеских танков. В дальнейшем принимал активное участие в освобождении Киева.
Указом Президиума Верховного Совета СССР «О присвоении звания Героя Советского Союза генералам, офицерскому, сержантскому и рядовому составу Красной Армии» от 10 января 1944 года за «образцовое выполнение боевых заданий командования на фронте борьбы с немецко-фашистскими захватчиками и проявленные при этом отвагу и геройство» был удостоен звания Героя Советского Союза с вручением ордена Ленина и медали «Золотая Звезда» за номером 2309.
После окончания войны был демобилизован. Вернулся на родину, работал заведующим магазином в селе Рождество Большесельского района, затем — на торфопредприятии в селе Дунилово того же района.
Умер 21 марта 1968 года, похоронен на кладбище посёлка Дунилово.
Был также награждён орденом Красного Знамени и рядом медалей.